# Comano Terme
Comano Terme (Comàn in dialetto trentino) è un comune italiano sparso di 3 036 abitanti della provincia autonoma di Trento in Trentino-Alto Adige. È nato dall'unione dei due comuni di Bleggio Inferiore e di Lomaso in conseguenza del referendum svoltosi il 27 settembre 2009 e sancito dalla legge n. 7/2009 della Regione Trentino-Alto Adige. Il nuovo comune è operativo dal 1º gennaio 2010. Il capoluogo è a Ponte Arche, abitato sviluppatosi nell'ultimo secolo in zona vicina alle Terme di Comano (antica fonte termale in comune di Comano, strutture termali e nuovi pozzi in comune di Stenico).

## Storia
L'area comunale attuale era unita nel Medioevo al resto delle Giudicarie nella forma amministrativa chiamata "Sette Pievi delle Giudicarie". Il comune comprende attualmente una delle sette chiese pievane ovvero quella di Vigo Lomaso. L'area giudicariese era sottoposta al dominio del principe vescovo di Trento, ma godeva di una parziale autonomia a livello amministrativo; infatti nelle Sette Pievi era presente un capitano vescovile alloggiato nel Castello di Stenico, antica capitale di tutte le Giudicarie. Questa forma di governo sopravvisse anche durante il periodo asburgico e cessò di esistere solo alla fine della I guerra mondiale con il passaggio del Trentino allo stato italiano.
I paesi che fanno parte dell'area comunale furono caratterizzati da un vasto fenomeno emigratorio negli anni compresi tra il 1850 e il 1950 in particolare verso gli stati del nord Europa e verso Argentina e Stati Uniti. Nel corso dell'Ottocento vari paesi del comune furono distrutti da numerosi incendi: tra questi si ricordano quello di Vergonzo del novembre 1859; quello di Bono del 16 luglio 1860; quello di Lundo dell'11 luglio 1864.
In precedenza alla fusione dei comuni Lomaso e Bleggio Inferiore formavano l'Unione dei Comuni di Bleggio Inferiore e Lomaso.

### Simboli
TERME.»
Il gonfalone come approvato è un drappo di bianco; in uso è invece un gonfalone di azzurro..

## Monumenti e luoghi d'interesse

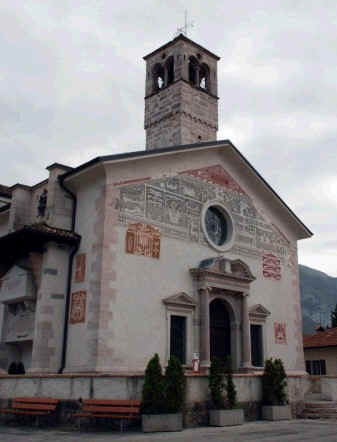
La chiesa di Dasindo

### Architetture religiose
- Chiesa dell'Assunta, nella frazione di Dasindo
- Chiesa di San Bartolomeo, nella frazione di Vergonzo
- Cappella della Santa Croce, nella frazione di Poia
- Chiesa di San Felice da Nola, nella frazione di Bono
- Chiesa di San Giacomo Maggiore, nella frazione di Comano
- Chiesa di San Giorgio, nella frazione di Poia
- Chiesa di San Giorgio Martire, nella frazione di Tignerone
- Chiesa di San Giovanni Apostolo ed Evangelista, nella frazione di Godenzo-Poia
- Chiesa di San Giuliano, nella frazione di Villa
- Chiesa di San Lorenzo, nella frazione di Vigo Lomaso, unico esempio in Trentino di chiesa con battistero staccato
- Chiesa di San Marcello, nella frazione di Lundo
- Chiesa dei Santi Pietro e Paolo, nella frazione di Cares
- Chiesa dei Santi Quirico e Giulitta, nella frazione di Campo

### Architetture militari
Nel comune sono presenti due castelli: Castel Restor e Castel Spine. Inoltre a poche centinaia di metri dal centro abitato di Campo Lomaso, ma nel territorio del Comune di Fiavé, è presente il Castel Campo.

### Aree naturali
Dalle terme è possibile raggiungere lungo una corta e suggestiva passeggiata il canyon del Limarò.
Tra le innumerevoli zone naturali si trova la Val Lomasona dove è presente una famosa palestra di roccia per appassionati.

## Società

### Evoluzione demografica
Abitanti censiti

## Cultura

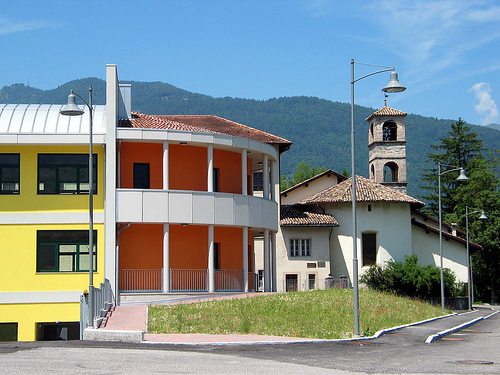
La chiesa parrocchiale dei Santi Quirico e Giulitta a Campo Lomaso; a sinistra le nuove scuole elementari

### Istruzione
Nel comune è presente la scuola materna "Sacro Cuore" a Vigo Lomaso e la scuola elementare a Campo Lomaso. Le scuole medie si trovano nel paese capoluogo di Ponte Arche.

### Biblioteche
A Ponte Arche si trova la biblioteca intercomunale delle Giudicarie Esteriori.

### Eventi
Il Comitato Festa dell'Agricoltura organizza la "Festa dell'Agricoltura" a Dasindo ed il "Palio dei sette comuni".

## Economia
L'economia del comune è prevalentemente agricola e turistica. Al 2010 operavano 98 aziende agricole e al 2011 242 attività tra esercenti, artigiani e lavoratori in proprio.

### Servizi
Nel comune sono attive tre banche: la cassa rurale "Giudicarie Valsabbia Paganella" a Godenzo e la cassa rurale "don Lorenzo Guetti" a Vigo Lomaso e Ponte Arche. La farmacia si trova a Ponte Arche. Gli uffici postali del comune si trovavano a Vigo Lomaso e Ponte Arche.

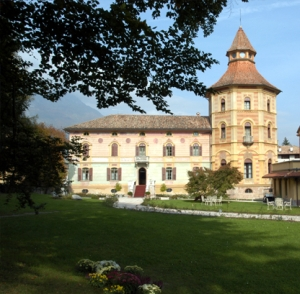
La Villa di Campo, detta un tempo Villa Luti in onore dei nobili proprietari: attualmente ospita un albergo.

Nel comune sono attivi i corpi dei Vigili del Fuoco volontari di Lomaso (con sede a Ponte Arche) e di Bleggio Inferiore (con sede a Comighello). A Ponte Arche hanno poi sede il gruppo dei volontari della Croce Rossa Italiana delle Giudicarie, le guardie forestali della provincia e la stazione dei Carabinieri.

### Terme di Comano
Nel comune è presente l'antica fonte delle Terme di Comano, il cui stabilimento, l'ampio parco e i nuovi pozzi di captazione delle acque termali, sono sulla sponda sinistra del fiume Sarca, sul territorio comunale di Stenico ma di fatto contigue all'abitato di Ponte Arche.
Secondo la leggenda, tramandata tra gli altri dal poeta locale Giovanni Prati (1814-1884), la maga Sibilla si era rifugiata in una gola tra le montagne quando un giorno fu sorpresa da alcuni malcapitati che si prendevano gioco di lei finché non sopraggiunse il Conte di Castel Spine, che assistette alle scena e fece fuggire i denigratori della Sibilla. Quest'ultima, volendo ricompensare il suo salvatore, dopo aver notato alcune macchie rosse sul suo viso, lo invitò a bagnarsi nell'acqua della sorgente che sgorgava nella sua grotta, favorendo così la sua guarigione.
La stessa leggenda narra che a seguito di una frana effettivamente verificatasi nel 1400, la maga Sibilla scomparve tra le macerie. Così che il nobile, ormai vecchio e tornato nella gola insieme al nipotino colpito da una terribile malattia, dovette scavare a lungo per trovare una traccia dell'acqua miracolosa nella quale immergere il bambino, che si ristabilì immediatamente.
Solo nel 1800 quindi si sentì nuovamente parlare delle Terme di Comano: accadde che l'acqua termale si era riaffacciata in alcune infiltrazioni del terreno, ove i contadini lasciavano macerare la canapa. In seguito, gli stessi contadini scoprirono che l'acqua era in grado di guarire dalla scabbia, da eczemi e malattie della pelle in genere: fu così che iniziarono dei lavori di scavo che riportarono alla luce dei resti di un antico bagno termale romano e dell'antica grotta, che la leggenda voleva fosse il rifugio della Sibilla Cumana.
Tuttavia la travagliata vicenda delle Terme di Comano non si era ancora conclusa: i bagni ripristinati furono acquistati da Gian Battista Mattei, che solo quattro anni più tardi, nel 1825, li lasciò in eredità ai poveri delle tre pievi di Banale, Lomaso e Bleggio (con amministrazione da parte dei parroci).
Più volte ampliate e ristrutturate fino ai nostri giorni grazie all'intervento della Provincia autonoma e con il superamento del vecchio sistema amministrativo, le Terme di Comano mantengono la loro vocazione benefica legata all'antica leggenda della Sibilla, devolvendo ogni anno parte del ricavato dell'attività dello stabilimento ad associazioni umanitarie.

## Infrastrutture e trasporti

### Mobilità urbana
La stazione centrale degli autobus per tutta la valle è a Ponte Arche.

## Amministrazione

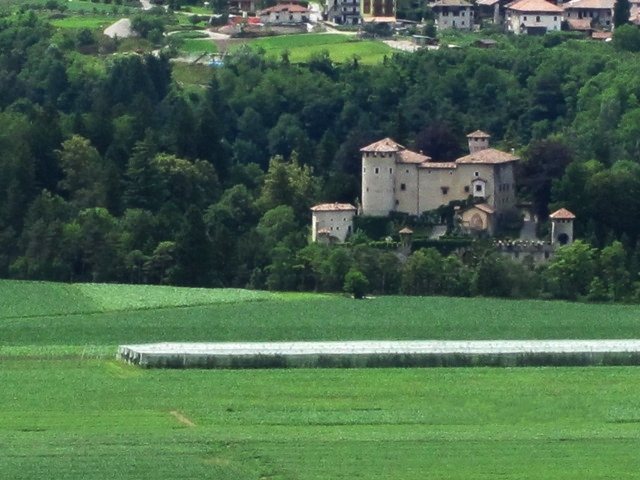
Castèl Campo

| Periodo | Periodo   | Primo cittadino | Partito                                 | Carica  | Note   |
| ------- | --------- | --------------- | --------------------------------------- | ------- | ------ |
| 2010    | 2015      | Livio Caldera   | Insieme per Comano Terme (lista civica) | Sindaco |        |
| 2015    | 2020      | Fabio Zambotti  | Comano Terme Futura (lista civica)      | Sindaco |        |
| 2020    | in carica | Fabio Zambotti  | Insieme per Comano Terme (lista civica) | Sindaco | [ 23 ] |

## Sport

### Società sportive
- Calcio (a 11): Asd Comano Terme Fiavè.
- Calcio a 5: Asd Comano Terme e Fiavé,Asd Calcio Bleggio,Asd Fiavé 1945;[24]
- Tamburello:Asd Durone Bleggio
- Pallavolo:Castel Stenico (femminile)
- Mountainbike A.S.D. Comano Bike(bici, bike, maschile e femminile)
- Atletica Atletica Giudicarie
- Pallacanestro:Giudicarie Basket

### Eventi sportivi
Nel 2007 Ponte Arche è stata sede di arrivo della 19ª tappa del Giro d'Italia.
Nel 2016, 2017 e 2018 le Terme di Comano hanno ospitato i Campionati Italiani Esordienti e Allievi di ciclismo su strada.